# San Lucas, Tlatlaya
San Lucas är en ort i Mexiko.   Den ligger i kommunen Tlatlaya och delstaten Mexiko, i den södra delen av landet, 140 km sydväst om huvudstaden Mexico City. San Lucas ligger 1 174 meter över havet och antalet invånare är 228.
Terrängen runt San Lucas är huvudsakligen kuperad, men söderut är den bergig. Runt San Lucas är det ganska glesbefolkat, med 47 invånare per kvadratkilometer. Närmaste större samhälle är Amatepec, 5,8 km nordost om San Lucas. I omgivningarna runt San Lucas växer huvudsakligen savannskog.